# MBC 5시 뉴스와 경제 원주
《5시 뉴스와 경제 원주》는 원주MBC TV에서 매주 평일 오후 5시에 방송 중인 강원 지역 저녁 경제 종합 뉴스 프로그램이다.

## 개요
5시 원주 뉴스와 경제로 읽는다.

## 앵커
| 대수 | 진행자          | 진행 기간                         | 비고  |
| ---- | --------------- | --------------------------------- | ----- |
| 1대  | 변정연 아나운서 | 일자 미상 ~ 2024년 11월 5일       |       |
| 2대  | 김용석 아나운서 | 2024년 11월 7일 ~ 2025년 5월 23일 | [ 1 ] |
| 3대  | 변정연 아나운서 | 2025년 5월 26일 ~ 현재            | [ 2 ] |

## 경쟁 프로그램
- KBS 뉴스 7 강원 (KBS 춘천 1TV)
- 뉴스퍼레이드 강원 (G1방송 TV)